# Efrem Zimbalist

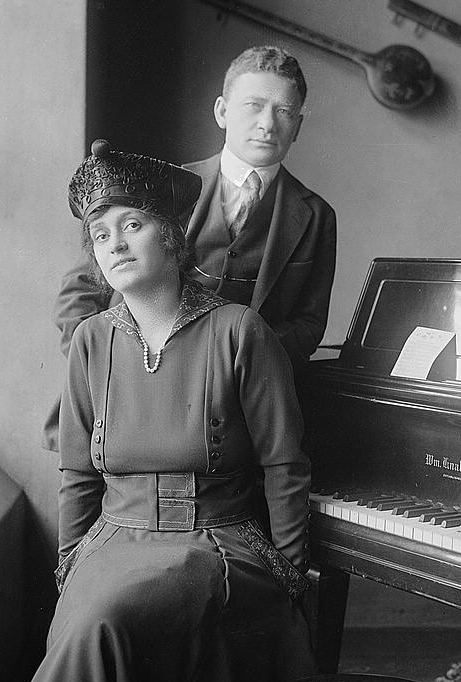
Efrem Zimbalist z żoną Almą Gluck

Efrem Zimbalist (ur. 9 kwietnia?/21 kwietnia 1889 w Rostowie nad Donem, zm. 22 lutego 1985 w Reno w stanie Nevada) – amerykański skrzypek, kompozytor, dyrygent i pedagog żydowskiego pochodzenia, wieloletni dyrektor Curtis Institute of Music.

## Wczesne życie
Zimbalist urodził się w południowo-zachodniej części rosyjskiego miasta, Rostów nad Donem, jako syn żydowskich rodziców: Marii (z domu Litvinoff) i Aarona Zimbalista (który był dyrygentem). W wieku dziewięciu lat był pierwszym skrzypkiem w orkiestrze ojca. Mając 12 lat wstąpił do konserwatorium w Sankt Petersburgu, gdzie był uczniem Leopolda Auera. Ukończył konserwatorium w 1907 roku, otrzymując złoty medal i nagrodę od Antona Rubinsteina.

## Kariera
Po ukończeniu studiów debiutował w 1907 roku koncertami w Berlinie (Koncert Brahmsa) i Londynie (Koncert Czajkowskiego). W 1911 roku przeprowadził się do Stanów Zjednoczonych, gdzie wystąpił z Bostońską Orkiestrą Symfoniczną. W Stanach Zjednoczonych został popularyzatorem wykonywania muzyki dawnej. W 1917 roku został mianowany honorowym członkiem towarzystwa muzycznego „Phi Mu Alpha Sinfonia”. W 1928 roku rozpoczął pracę jako nauczyciel w Curtis Institute of Music w Filadelfii. W latach 1941–1968 był dyrektorem tej szkoły. Jego uczniami byli m.in. Oscar Shumsky, Felix Slatkin, Shmuel Ashkenasi i Hidetaro Suzuki.
W 1949 roku zaprzestał koncertowania (miał pożegnalny występ w Nowym Jorku), ale trzy lata później wystąpił w koncercie skrzypcowym Gian Carlo Menottiego, dedykowanym jemu przez autora. Był członkiem jury w Międzynarodowym Konkursie im. Piotra Czajkowskiego w latach: 1962, 1966, 1970 i 1974.
Skomponował m.in. koncert skrzypcowy American Rhapsody, poemat symfoniczny Daphnis and Chloe, fantazja na temat z opery Złoty kogucik Nikołaja Rimskiego-Korsakowa na skrzypce i fortepian. Napisał również operę Landara, która swoją premierę miała w Filadelfii w 1956 roku.

## Życie osobiste
Poślubił amerykańską sopranistkę Almę Gluck, która zmarła w 1938 roku. W 1943 roku ożenił się z Mary Louise Curtis Bok (założycielką szkoły Curtis Institute of Music i córką wydawcy Cyrusa Curtisa).
Zmarł w 1985 r., w wieku 96 lat.
Syn Efrema i Almy (Efrem Zimbalist Jr.) oraz ich wnuczka (Stephanie Zimbalist) zostali aktorami.